# 868 Lova
868 Lova
868 Lova là một tiểu hành tinh ở vành đai chính. Nó được Max Wolf phát hiện ngày 26.4.1917 ở Heidelberg. Không biết rõ nguồn gốc tên của nó.